# Chirinola

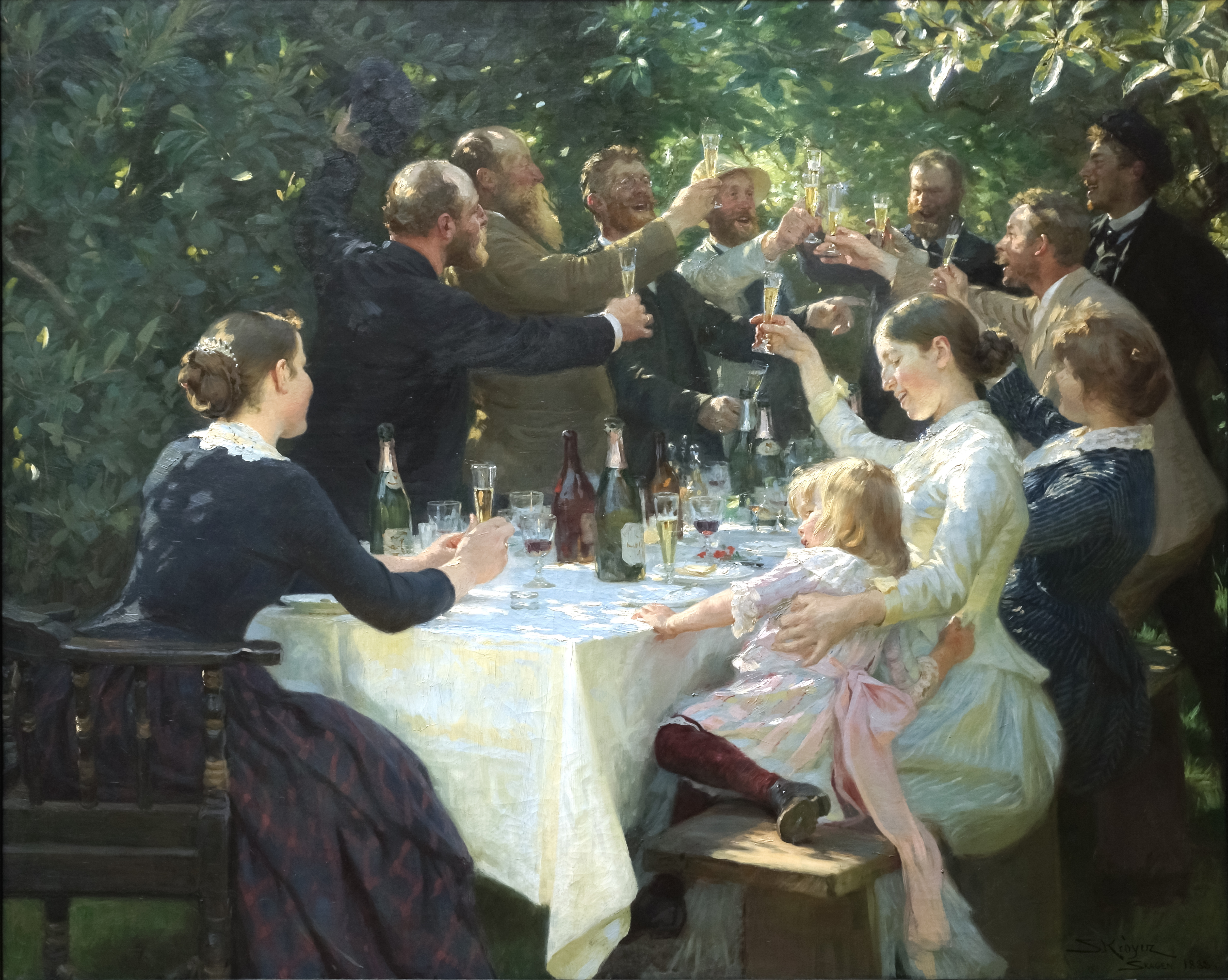
Coloquialmente en chirinola, P. S. Krøyer, 1888.

Chirinola es sinónimo de pelea o disputa, reyerta, larga conversación o discusión, y de un modo coloquial, reunión más o menos festiva y jaranera.

## Origen histórico
Al parecer los usos de este término tienen su origen en una anécdota ocurrida durante la segunda guerra de Nápoles y asociada al triunfo de los tercios del gran Capitán en las batallas de Ceriñola y Garellano. Sucedió que en la batalla de Ceriñola estallaron en pleno día dos carros con toneles de pólvora, asustando a los soldados de los tercios. Según narra el P. Juan de Mariana, el Gran Capitán reaccionó al trance adverso con rostro alegre y animó a sus tropas diciendo: "Buen anuncio amigos, que estas son las luminarias de la victoria". Una vez ganada la batalla se hizo una gran celebración que se supone así origen de la frase "hacer chirinola («Ceriñola»)".

## Uso coloquial
Estar de chirinola, como también recoge el diccionario de la RAE, se asocia al hecho de "estar de fiesta o de buen humor".
Miguel de Cervantes en El coloquio de los perros usa "chirinola" (‹cherinola›) como reunión de personas de dudosa respetabilidad, (rufianes, ladrones, etc): "..saqué de la plaza a toda la cherinola desta historia.."

## Chirinolas navideñas
En algunos países de la cultura mediterránea la chirinola aparece en brindis y canciones de las fiestas de Navidad.

...Hoy es Navidad
hagamos chirinola
cantemos al belén
y comamos turrones...